# Pável Chujrái
Pável Grigórievich Chujrái (ruso: Павел Григорьевич Чухрай; Býkovo, Óblast de Moscú, 14 de octubre de 1946) es un director de cine ruso, hijo del también cineasta Grigori Chujrái. Su película más conocida internacionalmente es Vor (El ladrón, 1997), que fue nominada para el Oscar a la mejor película de habla no inglesa, aunque no obtuvo finalmente el galardón. En Rusia, la película consiguió el Premio Nika al mejor filme y a la mejor dirección.
En 2007 adaptó y dirigió la obra Los jugadores del escritor Nikolái Gógol, que pasó a llamarse El juego ruso. En este filme, un tahúr italiano perseguido por sus acreedores viaja a Rusia para encontrar algo de dinero rápido. En su camino, se encuentra con un grupo de jugadores rusos que pretenden colaborar con él en el acuerdo que parece demasiado bueno para ser verdad.

## Premios y distinciones
Premios Óscar
| Año  | Categoría                                       | Película       | Resultado |
| ---- | ----------------------------------------------- | -------------- | --------- |
| 1998 | Mejor película extranjera (de habla no inglesa) | Vor. El ladrón | Nominado  |

Festival Internacional de Cine de Venecia
| Año  | Categoría                                         | Película       | Resultado |
| ---- | ------------------------------------------------- | -------------- | --------- |
| 1997 | Medalla de oro del Presidente del Senado italiano | Vor. El ladrón | Ganador   |
| 1997 | Premio UNICEF                                     | Vor. El ladrón | Ganador   |
| 1997 | Premio Internacional del jurado joven             | Vor. El ladrón | Ganador   |